# ヤン・デ・レーウの肖像

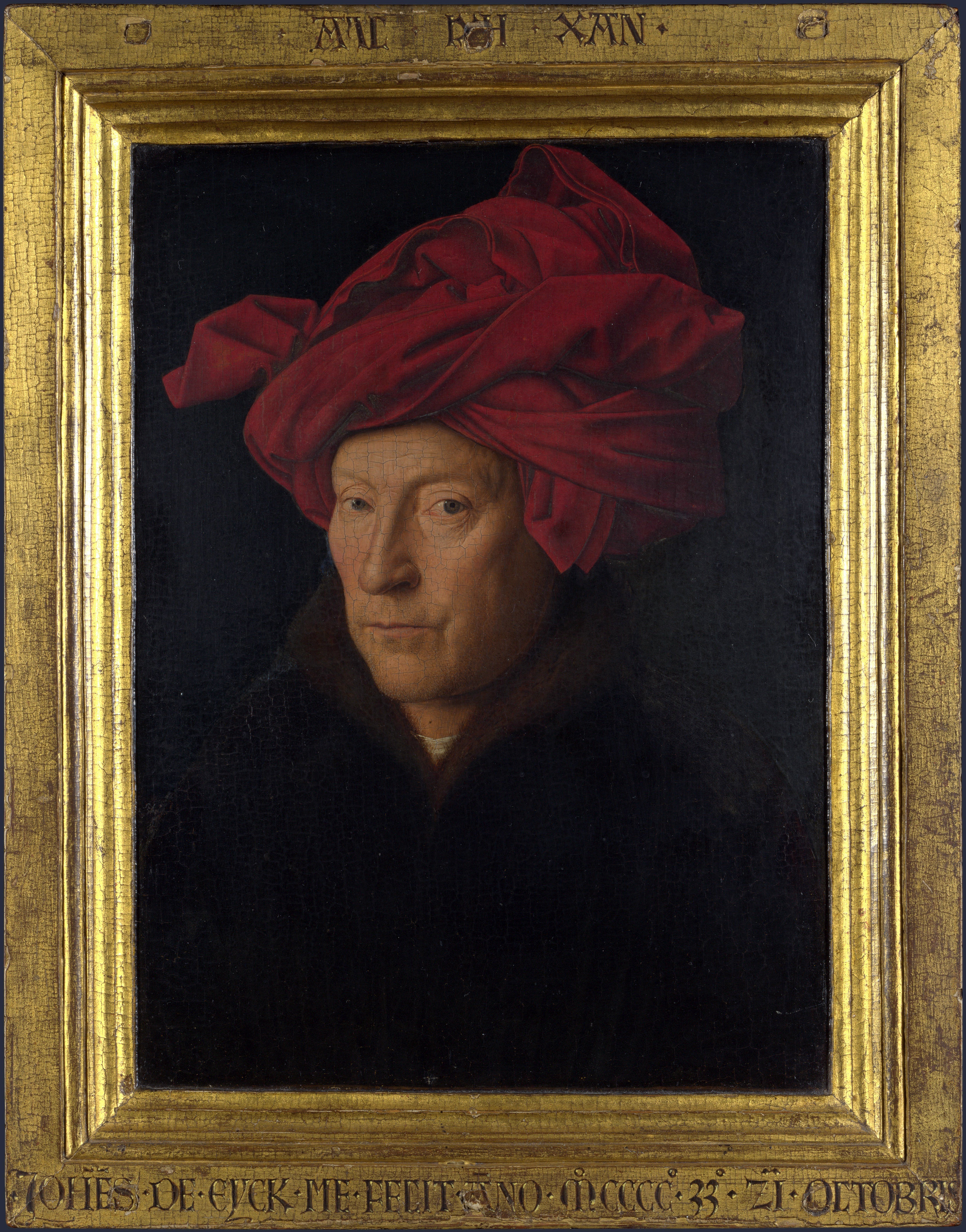
『男性の肖像 (自画像?)』(1433年)、ナショナル・ギャラリー (ロンドン)。目、頭部の傾き、口が『ヤン・デ・レーウの肖像』と類似している。

『ヤン・デ・レーウの肖像』（ヤン・デ・レーウのしょうぞう、独: Der Goldschmied Jan de Leeuw、英: Portrait of Jan de Leeuw）は、初期フランドル派の巨匠ヤン・ファン・エイクが1436年に板上に油彩で描いた作品である。描かれている人物のデ・レーウはブルッヘの金細工師であった。大部分の美術史家は、この肖像画の親密さを考慮して、彼とヤン・ファン・エイクがお互いを知っていて、よい間柄だったと認めている。絵画は、いまだに本来の額縁 (ブロンズのようにみえるよう絵具で塗られている) に収まっている。作品は1783年に最初にウィーンの帝室コレクションに記載され、現在、美術史美術館に所蔵されている。

## 作品
ナショナル・ギャラリー (ロンドン) にある『男性の肖像 (自画像?)』とされる作品のように、この作品は黒色、濃い茶褐色の色調が支配的で、それに赤色の色調が加わっている。デ・レーウは、どちらかというと強い視線の真面目な若い男性として提示されている。彼は黒いシャプロンと黒い毛皮の縁取りのある上着を身に着けている。 衣服だけでなく帽子、背景も暗色で統一されており、明るい肌の色と対照をなして効果的である。
人物は自身の金細工師という職業の象徴である赤いルビーの付いた金色のリングを持ち、振り向いて鑑賞者のほうを見ているが、そのリングは彼が最近、婚約したことを示しているかもしれないと、あるいは彼のまっすぐな視線は絵画が彼の婚約者のためのものであったのだと提唱している研究者もいる。画面と平行に置かれた左手と職業を示す印を持った右手との組み合わせは、『ティモテオスの肖像』 (ロンドン・ナショナル・ギャラリー) にも見られる。
形式の点で本作は上述の『男性の肖像 (自画像?)』に非常に類似しており、どちらの作品でも胴体に比べて頭部が大きすぎる。ウィーンの作品はいまだに本来の額縁に入っているが、それはロンドンの『男性の肖像 (自画像?)』、『ドレスデンの祭壇画』 (アルテ・マイスター絵画館) の中央パネル、そして、ヤン・ファン・エイクの工房による数々の作品の額縁に非常に類似している。おそらく、これらの額縁は同じ職人によって制作されたのであろう。額縁はブロンズのようにみえるように絵具で塗られている。

## 銘文
板絵の縁は描かれた架空の額縁を含んでおり、周囲全体が銘文で記されている。文字は、黒い絵具を用いてフラマン語で書かれている。数字はアラビア数字である。文字は鑑賞者に直に向けられたもので、「IAN DE {LEEUW} OP SANT ORSELEN DACH /  DAT CLAER EERST MET OGHEN SACH, 1401 / GHECONTERFEIT NV HEEFT MI IAN / VAN EYCK WEL BLIICT WANNEERT BEGA(N) 1436」 (ヤン・デ・レーウ、1401年10月21日の聖ウルスラの祝日に目を開いた。今、ヤン・ファン・エイクが私を描いた。いつ彼が絵画を制作し始めたかが見て取れる。1436年)  と読める。「レーウ (Leeuw)」という言葉は、金色のライオンの絵文字に置き換えられているが、これは人物の姓「レーウ」にかけた遊びで、「レーウ」はオランダ語で「ライオン」を意味する。文字の一部は架空の額縁に彫り込まれ、ほかの文字はレリーフの形で浮き上がっている。
銘文は、3つのクロノグラム (15世紀と16世紀の人文主義者たちの間で人気のあった、洗練された言葉のパズル) を含んでいるようであり、ローマ数字を足すと銘文に記された3つの年号が表される。メトロポリタン美術館のガイ・ボーマン (Guy Bauman) によれば、それらの年号は絵画の完成した年、レーウの生年、そして彼の年齢 (35歳) であるが、マックス・フリードレンダーとエルヴィン・パノフスキーは最初の2つの年号しか認めていない。
銘文の率直で直截的な面に関して、美術史家のティル＝ホルガー・ボルヘルトは、「絵画は話しているようにみえる。肖像画は、一人称単数形で鑑賞者に話している。モデルの人物の挑むようなまなざしで始められた鑑賞者との対話は、額縁にある「口語」での呼びかけに継承されている」と述べている。この感覚は、ボーマンにも共有され、彼は1986年に「ファン・エイクは、神のような方法でモデルの人物に視力を与え、生命を吹き込んだようにみえるだけでなく、ファツィオ (Fazio) の言葉を思い起こさせるように肖像に声までも与えたのである」と記している。